# Орель Аменда
Орель Флоріан Аменда (фр. Aurèle Florian Amenda, нар. 31 липня 2003, Біль, Швейцарія) — швейцарський футболіст камерунського походження, центральний захисник німецького клубу «Айнтрахт».

## Ігрова кар'єра

### Клубна
Орель Аменда є вихованцем футбольної школи клубу «Янг Бойз». З 2020 року він грав за другу клубну команду. Також брав участь у Юнацькій лізі УЄФА. У грудні 2021 року Аменда підписав з клубом професійний контракт. А 13 лютого 2022 року в матчі проти «Базеля» захисник дебютував у чемпіонаті Швейцарії.
На початку сезону 2022/23 Аменда зіграв перші матчі в єврокубках — у матчах кваліфікації Ліги конференцій. В тому ж сезоні у складі «Янг Бойз» Аменда став чемпіоном Швейцарії та виграв національний Кубок.
У лютому 2024 року Орель Аменда підписав контракт до літа 2029 року з німецьким клубом «Айнтрахт» (Франкфурт-на-Майні). Але до кінця сезону на правах оренди залишався у складі «Янг Бойз».

### Збірна
З 2019 року Орель Аменда виступає за юнацькі збірні Швейцарії.
У березні 2023 року футболіст дебютував у складі молодіжної збірної Швейцарії.

## Титули
Янг Бойз
 Чемпіон Швейцарії: 2022/23
 Переможець Кубка Швейцарії: 2022/23